# Contopus cooperi
Il pigliamosche fianchi oliva (Contopus cooperi (Nuttall, 1831)) è un uccello della famiglia dei Tirannidi, diffuso in Alaska, Canada, Stati Uniti continentali e Messico.